# Włodzimierz Caruk
Włodzimierz Caruk (ur. 6 września 1949 w Kaliszu, zm. 8 lipca 1986 w Warszawie) – polski bokser, wielokrotny medalista mistrzostw Polski.

## Życiorys
Był wicemistrzem Polski wadze piórkowej (do 57 kg) w 1968 i w wadze lekkiej (do 60 kg) w 1969, a także brązowym medalistą w wadze lekkopółśredniej (do 63,5 kg) w 1972 i 1973. Był mistrzem Polski juniorów w wadze koguciej (do 54 kg) w 1966 i w wadze piórkowej w 1967. Zdobył drużynowe mistrzostwo Polski z Gwardią Warszawa w 1972 i 1974.
W 1970 wystąpił w reprezentacji Polski w wadze lekkiej w meczu z NRD, ponosząc porażkę. W latach 1967–1969 sześciokrotnie walczył w meczach młodzieżowej reprezentacji Polski, 5 razy wygrywając i raz przegrywając. Pokonał wówczas m.in. Borisa Kuzniecowa i Borisa Minikajewa z ZSRR.
Zwyciężył w wadze lekkiej w Turnieju Nadziei Olimpijskich w 1969 w Łodzi. Zajął 2. miejsce w Spartakiadzie Gwardyjskiej w 1971 oraz 3. miejsca w 1974 i 1975, wszystkie w wadze lekkopółśredniej.
Występował w Prośnie Kalisz i Gwardii Warszawa.
Zmarł śmiercią samobójczą.